# Ebensburg, Pennsylvania
Ebensburg, Pennsylvania (енгл. Ebensburg) град је у америчкој савезној држави Пенсилванија.

## Демографија
По попису из 2010. године број становника је 3.351, што је 260 (8,4%) становника више него 2000. године.
| Група             | 2000.         | 2010.         |
| Белци             | 3.039 (98,3%) | 3.279 (97,9%) |
| Афроамериканци    | 11 (0,4%)     | 16 (0,5%)     |
| Азијати           | 16 (0,5%)     | 23 (0,7%)     |
| Хиспаноамериканци | 16 (0,5%)     | 16 (0,5%)     |
| Укупно            | 3.091         | 3.351         |